# Шранц, Иван
И́ван Шранц (словац. Ivan Schranz; 13 сентября 1993, Братислава, Словакия) — словацкий футболист, вингер клуба «Славия» и сборной Словакии. Лучший бомбардир чемпионата Европы 2024.

## Клубная карьера
Шранц — воспитанник братиславского «Интера» и академии Йозефа Венглоша. В 2010 году Иван подписал контракт с клубом «Петржалка», в составе которого провёл два сезона. В начале 2012 года Шранц перешёл в трнавский «Спартак». 5 мая в матче против банской «Дуклы» он дебютировал за команду в чемпионате Словакии. 20 мая в поединке против «Нитры» Иван забил свой первый гол за «Спартак». В 2015 году Шранц был арендован пражской «Спартой». В поединке Кубка Чехии против «Яблонца» он дебютировал за основной состав. После окончания аренды Иван вернулся в «Спартак». В 2017 году Шранц перешёл в пражскую «Дуклу». 29 июля в матче против «Виктории Пльзень» он дебютировал в Гамбинус лиге. 20 августа в поединке против «Яблонца» Иван забил свой первый гол за «Дуклу».
В начале 2019 года Шранц перешёл в кипрский АЕЛ. 9 февраля в матче против «Аполлона» он дебютировал в чемпионате Кипра. 27 февраля в поединке Кубка Кипра против «Эрмиса» Иван забил свой первый гол за АЕЛ. В том же году он помог клубу завоевал национальный кубок.
Летом 2019 года Шранц перешёл в чешское «Динамо». 20 июля в матче против «Словацко» он дебютировал за новый клуб. 29 июля в поединке против столичной «Спарты» Иван забил свой первый гол за «Динамо». Летом 2020 года Шранц присоединился к клубу «Яблонец». 23 августа в матче против «Пардубице» он дебютировал за новую команду. В поединке против остравского «Баника» Иван забил свой первый гол за «Яблонец». По итогам сезона он стал вторым бомбардиром клуба. Летом 2021 года Шранц перешёл в пражскую «Славию». 25 июля в матче против «Фастава» он дебютировал за новую команду. 30 июля в поединке против «Теплице» Иван сделал хет-трик, забив свои первые голы за «Славию».

## Международная карьера
4 сентября 2020 года в матче Лиги Наций против сборной Чехии Шранц дебютировал за сборную Словакии. В этом же поединке он забил свой первый гол за национальную команду. В 2021 году Шранц принял участие в чемпионате Европы 2020. На турнире он был запасным и на поле не вышел. 

### Голы за сборную Словакии
| №  | Дата            | Место                                      | Противник | Счёт | Результат | Соревнование                     |
| -- | --------------- | ------------------------------------------ | --------- | ---- | --------- | -------------------------------- |
| 1. | 4 сентября 2020 | Национальный стадион, Братислава, Словакия | Чехия     | 1:3  | 1:3       | Лига наций УЕФА 2020/2021        |
| 2. | 7 сентября 2021 | Национальный стадион, Братислава, Словакия | Кипр      | 1:0  | 2:0       | Чемпионат мира 2022 квалификация |
| 3. | 11 октября 2021 | Градски врт, Осиек, Хорватия               | Хорватия  | 0:1  | 2:2       | Чемпионат мира 2022 квалификация |

## Достижения

### Командные
АЕЛ (Лимасол)
- Обладатель Кубка Кипра: 2018/19

«Славия» (Прага)
- Обладатель Кубка Чехии: 2022/23

### Личные
- Лучший бомбардир чемпионата Европы: 2024 (3 гола)